# Missione Alba
La Missione Alba fu un intervento armato multinazionale di peacekeeping svoltosi nel 1997 in Albania, promosso dall'Italia ed autorizzato tanto dall'Organizzazione delle Nazioni Unite quanto dall'OSCE.

## Storia

### Contesto storico e politico

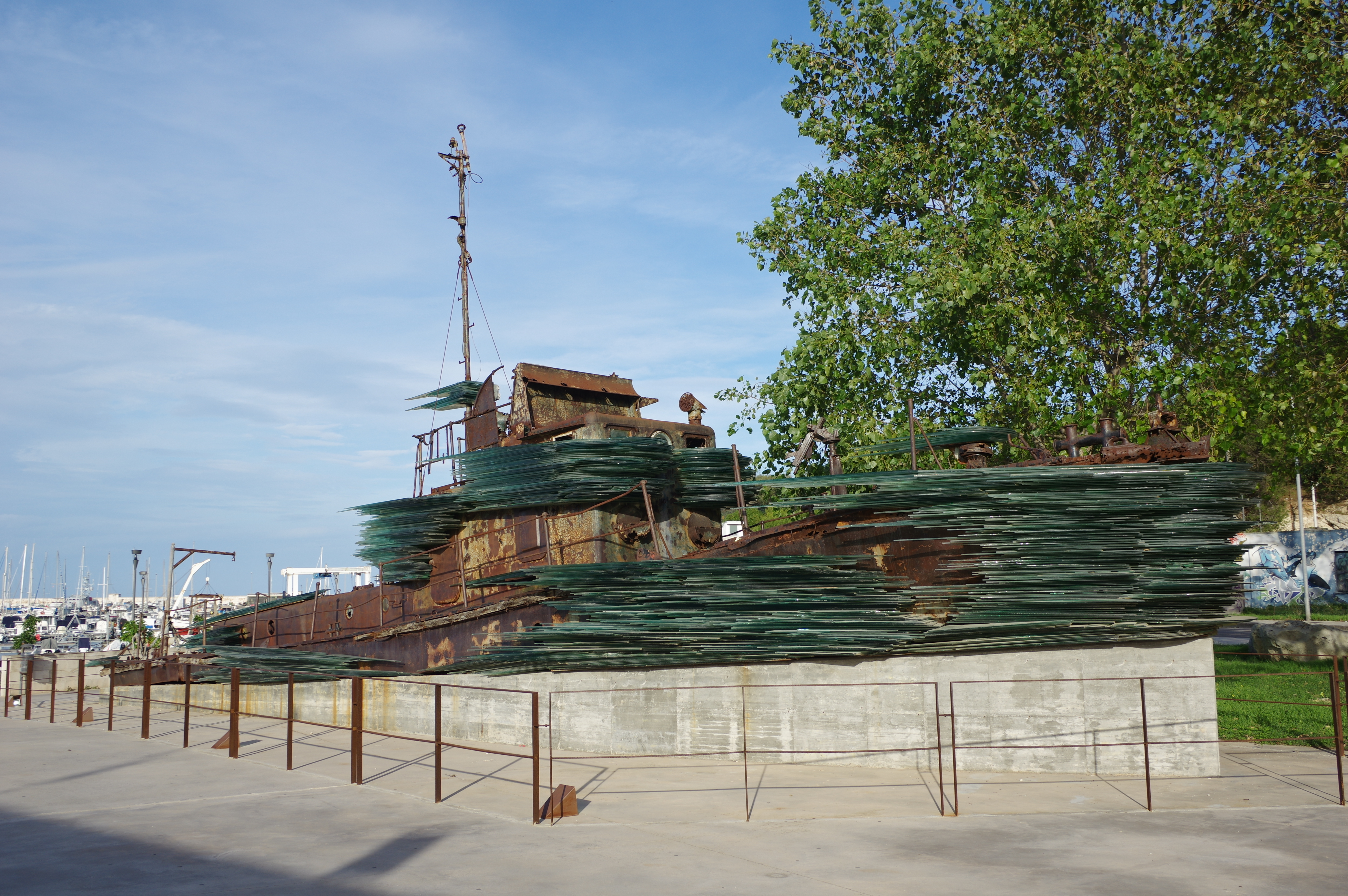
Memoriale del naufragio della Katër i Radës porto di Otranto

La missione della Forza Multinazionale di Protezione in Albania fu avviata su iniziativa dell'Italia dopo la grave crisi sociale che in Albania aveva fatto seguito al collasso delle finanziarie piramidali. Un primo intervento militare era stato condotto in ordine sparso da diversi Paesi europei, con lo scopo di evacuare dal territorio albanese in subbuglio i connazionali che vi risiedevano a vario titolo. Alba, tuttavia, fu qualcosa di più. 
L'Italia vi si risolse soprattutto per frenare il flusso migratorio che dalle coste albanesi si dirigeva verso quelle della Puglia e minacciava di raggiungere dimensioni allarmanti. Concorse a precipitarne l'avvio anche il grave incidente occorso in mare aperto alla motonave Kader-i Radesh, che affondò il giorno di venerdì santo del 1997 nel canale d'Otranto in seguito all'impatto con la corvetta Sibilla. Nel naufragio morirono oltre ottanta profughi. Prevedendosi la possibilità di dover far ricorso alla forza per ristabilire l'ordine in Albania, la diplomazia italiana ebbe cura di acquisire un mandato delle Nazioni Unite, il sostegno dell'OSCE, e la partecipazione di un certo numero di alleati. Fra questi, un ruolo di spicco lo avrebbero avuto i francesi. La missione Alba si giovò di uno steering committee politico, con base a Roma, ed una direzione politico-militare, di cui si fece carico la Difesa italiana.

### Operazione
L'Albania sarebbe stata stabilizzata ed avrebbe cessato di essere la sorgente di un flusso di migranti clandestini verso l'Italia, anche in virtù dello stabilimento di presidi della Guardia Costiera e della GdF sulle coste  Tirana, venendo però rapidamente sostituita in questa posizione dagli Stati Uniti.
Vi furono comunque incidenti ed infortuni, uno dei quali coinvolse l'incrociatore portaelicotteri Vittorio Veneto, incagliatosi sotto costa al largo dell'isola di Saseno, dove rimase per un giorno ed una notte in balia delle onde e recuperato grazie all'intervento di rimorchiatori giunti dall'Italia. 
A causa di dissensi con il Partito della Rifondazione Comunista, il Governo Prodi fu costretto ad approvare l'intervento militare con il sostegno dei principali partiti d'opposizione: Forza Italia e Alleanza Nazionale.

## Forza multinazionale
La Forza Multinazionale di Protezione, promossa e guidata dall'Italia, era composta da Spagna, Francia, Turchia, Grecia, Romania, Austria e Danimarca.

### Unità italiane
Parteciparono reparti delle seguenti unità delle forze armate italiane:
- Brigata meccanizzata "Friuli"
- 18º Reggimento bersaglieri della Brigata "Garibaldi"
- 187º Reggimento paracadutisti "Folgore"
- 151º Reggimento fanteria della Brigata "Sassari",
- Reggimento d'assalto "Col Moschin"
- AVES
- 1º Reggimento carabinieri paracadutisti "Tuscania"
- Battaglione di fanteria di Marina "San Marco"